# 나의 문제적 그녀
《나의 문제적 그녀》는 2006년 9월 16일에 MBC에서 방영한 베스트극장이다.

## 등장 인물

### 주요 인물
- 김국진 : 유상봉(35세) 역 - 네이미스트
- 김지연 : 김소영(32세) 역 - 동화작가
- 홍수아 : 김소진(23세) 역 - 소영의 동생

### 그 외 인물
- 최용민 : 상봉의 아버지 역
- 김선화 : 상봉의 직장 상사 역
- 김동균 : 상봉의 친구 역
- 원종례 : 노 여사 역
- 유승민 : 명품점 직원 역
- 단강호
- 백종현
- 진지희 : 꽃님 역 - 소영의 딸

### 우정출연
- 이지 라이프